# Treedom
Treedom est une plateforme de commerce électronique permettant à quiconque de planter des arbres dans différents pays du monde. L'organisation offre également à ses clients la possibilité de recevoir une image des arbres plantés, ainsi que leurs coordonnées GPS, afin de les tenir informés de leur croissance et des projets auxquels ils appartiennent,..

## Histoire
Federico Garcea et Tommaso Speroni ont fondé cette entreprise en 2010. Son siège social est situé à Florence, en Italie. Dans le but d’atteindre des avantages environnementaux et sociaux, les objectifs officiels de la société parlent de création et de construction de projets d’agroforesterie dans différentes régions du globe. L'organisation adopte des objectifs de développement durable (ODD) qui comprennent la prévention de l'érosion des sols, la lutte contre les émissions de CO2, la consommation responsable ou durable, la redéforestation, la protection de la biodiversité, le partenariat pour les objectifs, l'égalité des sexes, la sécurité des revenus des agriculteurs, etc., L'entreprise a été certifiée B-Corp en 2014.

## Mode de fonctionnement
Treedom fonctionne en collaborant avec les communautés locales, les organisations non gouvernementales et les petites coopératives d'agriculteurs à travers les pays comme le Népal, le Kenya, le Cameroun, le Burkina Faso, le Sénégal, l’Argentine, la Thaïlande, l'Italie, etc. Lorsqu'une personne sélectionne un arbre parmi la gamme de jeunes pousses proposée par Treedom, celui-ci est pris en charge par les agriculteurs locaux pour le compte de l'acheteur. Une fois planté, la pousse est photographiée et géolocalisée et ces informations sont données à l’acheteur. Une fois l'arbre acheté, la plateforme permet également à un arbre d'être offert par l'acheteur. Dans le cas des arbres fruitiers, une fois que l'arbre commence à porter des fruits, ceux-ci sont considérés comme appartenant aux agriculteurs qui ont pris soin de l'arbre. En tant que tels, ces fruits sont utilisés commercialement par les agriculteurs. Jusqu'à ce que les arbres deviennent commercialement avantageux, Treedom offre une formation en agroforesterie aux agriculteurs,.
La plateforme est également connue pour promouvoir le travail et le bien-être des femmes, notamment en déclarant une «Campagne de la fête des mères» en mars 2020 dans le but de sensibiliser aux difficultés rencontrées par les agricultrices dans un milieu principalement masculin.

## Arbres plantés
En février 2021, Treedom a planté 1,7 million d'arbres et s'est associé à 75 000 agriculteurs en Asie, en Afrique et en Amérique centrale, en Italie et en Amérique du Sud,. Treedom a également créé plusieurs projets d'agroforesterie en collaboration avec plusieurs organisations, dont Samsung, Hyundai etc,,,,.